# Indre (departma)
Indre (francoska izgovorjava: [ɛ̃dʁ]; okcitansko Endre) je neobalni departma v osrednji Franciji, imenovan po reki Indre. Prebivalci departmaja so znani kot Indriens (moški rod; izgovorjeno [ɛ̃dʁijɛ̃]) in Indriennes (ženski rod; [ɛ̃dʁijɛn]). Indre je del sedanje upravne regije Centre-Val de Loire in meji na departmaje Indre-et-Loire na zahodu, Loir-et-Cher na severu, Cher na vzhodu, Creuse in Haute-Vienne na jugu in Vienne na jugozahodu. Prefektura (glavno mesto) je Châteauroux in obstajajo tri podprefekture v Le Blanc, La Châtre in Issoudun. Leta 2019 je imelo 219.316 prebivalcev.

## Zgodovina
Indre je eden od prvotnih 83 departmajev, ustanovljenih med francosko revolucijo 4. marca 1790 z ukazom nacionalne ustavodajne skupščine. Novi departmaji naj bi bili enotno upravljani ter med seboj približno enaki po velikosti in številu prebivalcev. Departma je bil ustanovljen iz delov nekdanjih provinc Berry, Orléanais, La Marche in Touraine.
Pred rimsko osvojitvijo je keltsko pleme Biturigi zasedalo območje, ki je vključevalo Indre, Cher in del Limousina. Njihovo glavno mesto je bil Avaricum (sodobni Bourges), druga pomembna naselbina pa Argenton-sur-Creuse. Območje je nato po osvojitvi Julija Cezarja okoli leta 58 pr. n. št. postalo del Rimske Galije in je uživalo obdobje stabilnosti. Po razpadu Zahodnega rimskega cesarstva so se frankovska plemena, ki so živela v Galiji, združila pod Merovingi in v 6. stoletju našega štetja uspela osvojiti večino države. Od tega časa so Franki nadzorovali večino Galije in Karolinško cesarstvo je bila zadnja stopnja njihove vladavine. Karolingi so dosegli vrhunec s kronanjem Karla Velikega, po njegovi smrti leta 814 pa se je začela drobiti. Karolinška ozemlja so bila leta 843 z Verdunsko pogodbo razdeljena na tri dele in območje, ki je zdaj departma Indre, je postalo del Zahodne Frankovske. Leta 869 je kralj Srednje Francije umrl, ne da bi zapustil zakonitega dediča, in sčasoma je bil del tega kraljestva dodan Zahodni Franciji, da je dejansko nastala srednjeveška Francija.
V Châteaurouxu so v poznem 10. stoletju zgradili grad. V 11. stoletju so bili gospodje Châteaurouxa močni v regiji; njihova kneževina je pokrivala dve tretjini sedanjega departmaja Indre in so imeli so svoje kovance.

## Geografija
Indre je departma v osrednji Franciji in je del regije Centre-Val de Loire. Glavno in največje mesto v departmaju je Châteauroux in meji na departmaje Indre-et-Loire na zahodu, Loir-et-Cher na severu, Cher na vzhodu, Creuse in Haute-Vienne na jugu in Vienne na jugozahodu. Večino departmaja predstavljajo razmeroma ravne ravnine v široki dolini Loare.
Območje departmaja ima površino 5880 km² in je približno 100 km dolgo od severa proti jugu in približno 90 km široko. Zemljišče je valovito in se rahlo spušča proti severozahodu. Glavne reke so Creuse, Claise in Indre. Reka Creuse, pritok Vienne, je dolga 264 kilometrov in je bila na več mestih zajezena; v času, ko je bil leta 1926 zgrajen, je bil jez Eguzon največji jez v Evropi. Claise je dolga 88 kilometrov in je pritok Creuse. Indre je daljša vodna pot in teče sredi departmaja od juga proti severu skozi večja mesta La Châtre, Châteauroux in Loches. Je pritok Loare, ki se ji pridruži pri Chinonu v sosednjem departmaju Loir-et-Cher.
Indre je razdeljen na štiri naravna območja ; Severni Boischaut je valovito ozemlje z nadmorsko višino med 80 in 215 m in zavzema severovzhod del departmaja, južni Boischaut je hribovit in leži na jugu in jugovzhodu, močvirnato ozemlje, znano kot Brenne, je v jugozahodnem delu departmaja, ravna, suha, kremennata apnenčasta planota Champagne berrichonne pa je na vzhodu in se nadaljuje v Cher. Najvišja točka departmaja je blizu mesta Pouligny-Notre-Dame, kjer se ozemlje dviga na 459 m nad morsko gladino. Departma je sestavljen iz 680.910 ha zemljišč, od katerih je 401.535 ha pod poljščinami, 85.305 ha je travnikov, 67.423 ha je gozdov, 18.110 ha so vinogradi in 18.273 ha vrtov in sadovnjakov. Preostala zemljišča so resave, mestna zemljišča in vodne poti.
Gospodarstvo je večinoma kmetijsko. V preteklosti so v departmaju redili veliko ovc in glavni proizvod proizvodnje je bila volnena preja. Obstaja tudi lanena industrija ter proizvodnja nogavic in papirja. Departma ima nekaj mineralov v obliki premoga, železa, kamna, marmorja in gline.
Od leta 2019 obstaja 5 občin z več kot 5000 prebivalci:
| Občina        | Št. prebivalcev (2019) |
| ------------- | ---------------------- |
| Châteauroux   | 43.122                 |
| Issoudun      | 11.477                 |
| Déols         | 7609                   |
| Le Blanc      | 6250                   |
| Le Poinçonnet | 5820                   |

## Turizem
Châteauroux, glavno mesto departmaja, je zgodovinsko mesto. Prvotno se je imenovalo Château Raoul, današnji grad, v katerem je zdaj prefektura, zgrajen na mestu gradu, ki ga je v 10. stoletju zgradil Raoul le Large, gospodar Déolsa. Leta 1188 je bil grad v lasti Philippe Auguste, ki je skrbel za zaščito draperije s središčem v mestu in ob bregovih reke Indre pred goljufijami. Od 1612 do 1736 je bilo vojvodstvo hiše Condé in od 1742 do 1744 pod nadzorom markize de la Tournelle. Departma Indre ima dve vasi, ki ju uvrščajo med najlepše vasi Francije: Saint-Benoît-du-Sault in Gargilesse-Dampierre.
- Châteauroux
- Saint-Benoît-du-Sault
- Gargilesse-Dampierre
- Le Blanc
- Argenton-sur-Creuse